# Jan Yperman Ziekenhuis

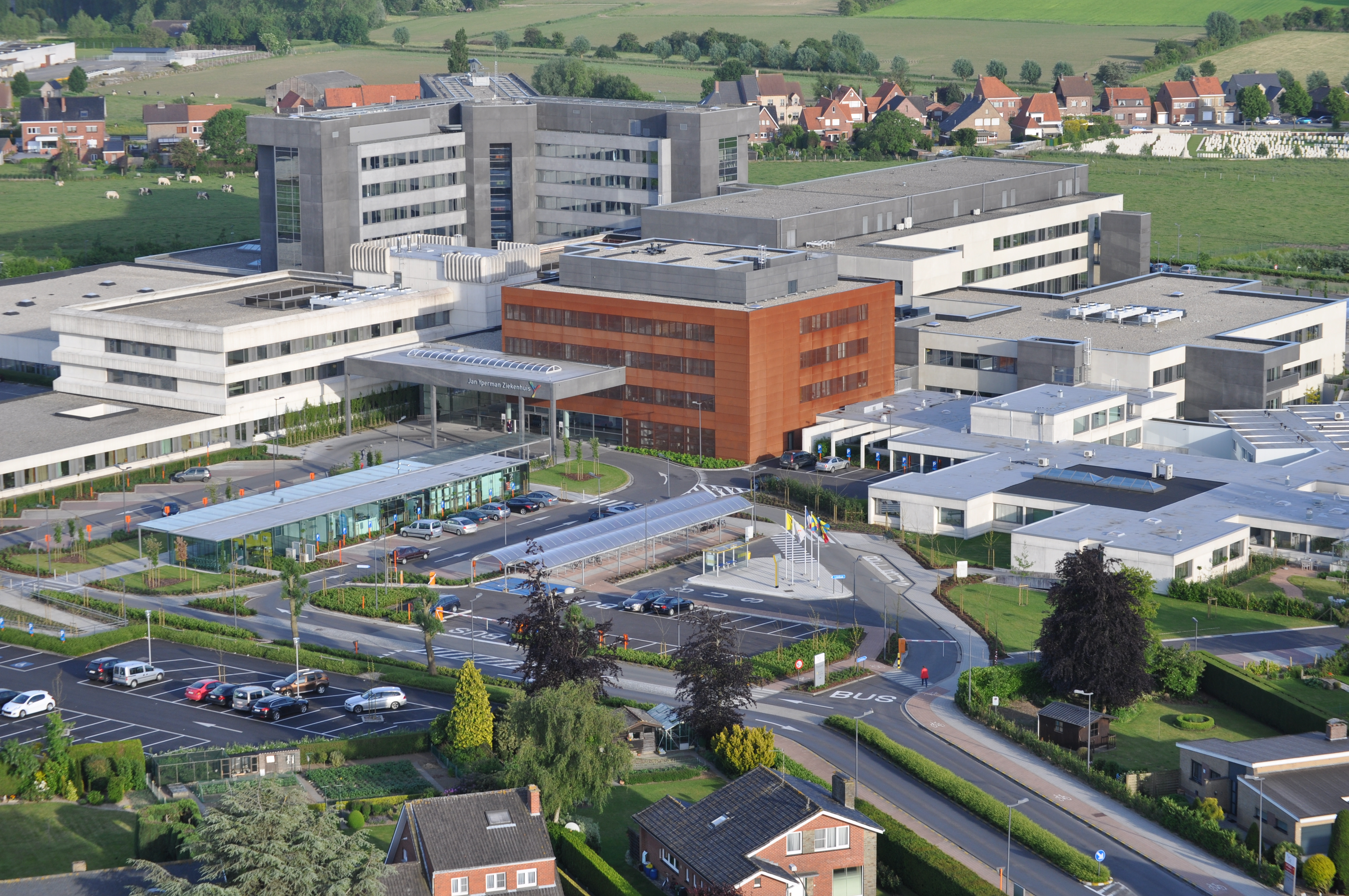
Luchtfoto van het Jan Yperman Ziekenhuis

Het Jan Yperman Ziekenhuis is een fusieziekenhuis dat in 1998 ontstond na de samensmelting van drie kleinere ziekenhuizen uit Ieper en Poperinge. De hoofdcampus is gevestigd op de locatie van het voormalige Onze-Lieve-Vrouwziekenhuis in Sint-Jan, een deelgemeente van Ieper. Het ziekenhuis is vernoemd naar de middeleeuwse chirurgijn Jan Yperman die in Ieper in het Bellegodshuis actief was.

## Geschiedenis

### De naam Jan Yperman
De naam Jan Yperman komt van de gelijknamige middeleeuwse chirurgijn uit de 13-14de eeuw. Hij was verbonden aan het Ieperse Bellegodshuis. In het begin van de 14de eeuw schreef Jan Yperman twee werken over heelkunde en interne geneeskunde. Deze manuscripten kenden een verborgen bestaan tot op het einde van de negentiende eeuw, toen ze in Londen opdoken. In zijn tijd was Jan Yperman een pionier en vernieuwer op het vlak van chirurgie en geneeskunde.

### Drie ziekenhuizen bundelen de krachten
Het Jan Yperman Ziekenhuis is ontstaan uit de fusie van drie kleinere, regionale ziekenhuizen. Die vond plaats op 1 juni 1998. Het ging om de Kliniek Zwarte Zusters in het centrum van Ieper, het Onze-Lieve-Vrouwziekenhuis op de huidige campus in Sint-Jan, en het Mariaziekenhuis langs de ring in Poperinge. Het voornaamste doel van de fusie was medische zorg mogelijk te maken die een klein ziekenhuis afzonderlijk niet kan aanbieden.
Campus OLV
Het Onze-Lieve-Vrouwziekenhuis bevond zich oorspronkelijk in het centrum van Ieper. Nieuwe ontwikkelingen in de geneeskunde en de nood aan een eigentijdse infrastructuur verdreven het ziekenhuis naar de rand van de stad. Uiteindelijk werd in opdracht van het Ieperse OCMW in 1976 begonnen met de bouw van een nieuw ziekenhuiscomplex langs de Briekestraat. Architect H. Van Kerckhove ontwierp een laagbouw in overwegend brutalistische stijl met een capaciteit van 240 bedden. Door de langzaam vorderende werken duurde het echter tot 1989 alvorens het ziekenhuis in gebruik werd genomen.
Campus Kliniek der Zwarte Zusters
Van oudsher gevestigd aan de overkant van de Sint-Pieterskerk. De site onderging in de loop der jaren verschillende uitbreidingen waarbij de realisatie van het voormalige hoofdgebouw (1969) de meest ingrijpende was. Het ziekenhuis werd als gevolg van de fusie van 1998 in 2008 gesloten nadat eerder de belangrijke afdelingen werden overgebracht naar de campus OLV. Inmiddels werd het hoofdgebouw afgebroken om plaats te  maken voor een nieuwbouwproject met assistentiewoningen. Het bekende  Mariabeeld van Gabriel Loire werd mogelijks ongeschonden van de zijgevel verwijderd om in de toekomst een andere invulling te krijgen.
Campus Mariaziekenhuis
Het oude gasthuis werd in 1980 vervangen door een nieuw ziekenhuis langs de Oostlaan in Poperinge. Door de fusie van 1998 emigreerden in 2007 een groot aantal diensten naar de campus OLV. Tegenwoordig doet deze vestiging dienst als polikliniek.

### Bouwen en verbouwen
Na de fusie werd beslist om het leeuwendeel van de activiteiten op één campus te centraliseren in Sint-Jan (Ieper), met behoud van een polikliniek in Poperinge en enkele kleinere campussen. In november 2002 ging een groot nieuw- en verbouwproject van start, in verschillende fasen:
1. In een eerste fase werd een nieuwbouw opgetrokken in 7 niveaus, in een kenmerkende Y-vorm, met de drie benen van de letter Y. Die Y-vorm is ook te zien in het logo van het ziekenhuis.
2. Daarna werd de zuidvleugel verbouwd en uitgebreid. In het medisch-technisch blok bevinden zich onder meer de spoedafdeling, het operatiekwartier, het labo klinische biologie en de dienst intensieve zorgen.
3. In een verdere fase werden een hele reeks afdelingen grondig gerenoveerd, waaronder de kraamzorgafdeling.
4. In de laatste fase werden nieuwe geriatrie-afdelingen gebouwd en kreeg het ziekenhuis een nieuw onthaal, waarboven de administratieve diensten een plek kregen. In het onthaal is ook de bistro te vinden: het restaurant voor bezoekers van het ziekenhuis.

## Jan Yperman vandaag

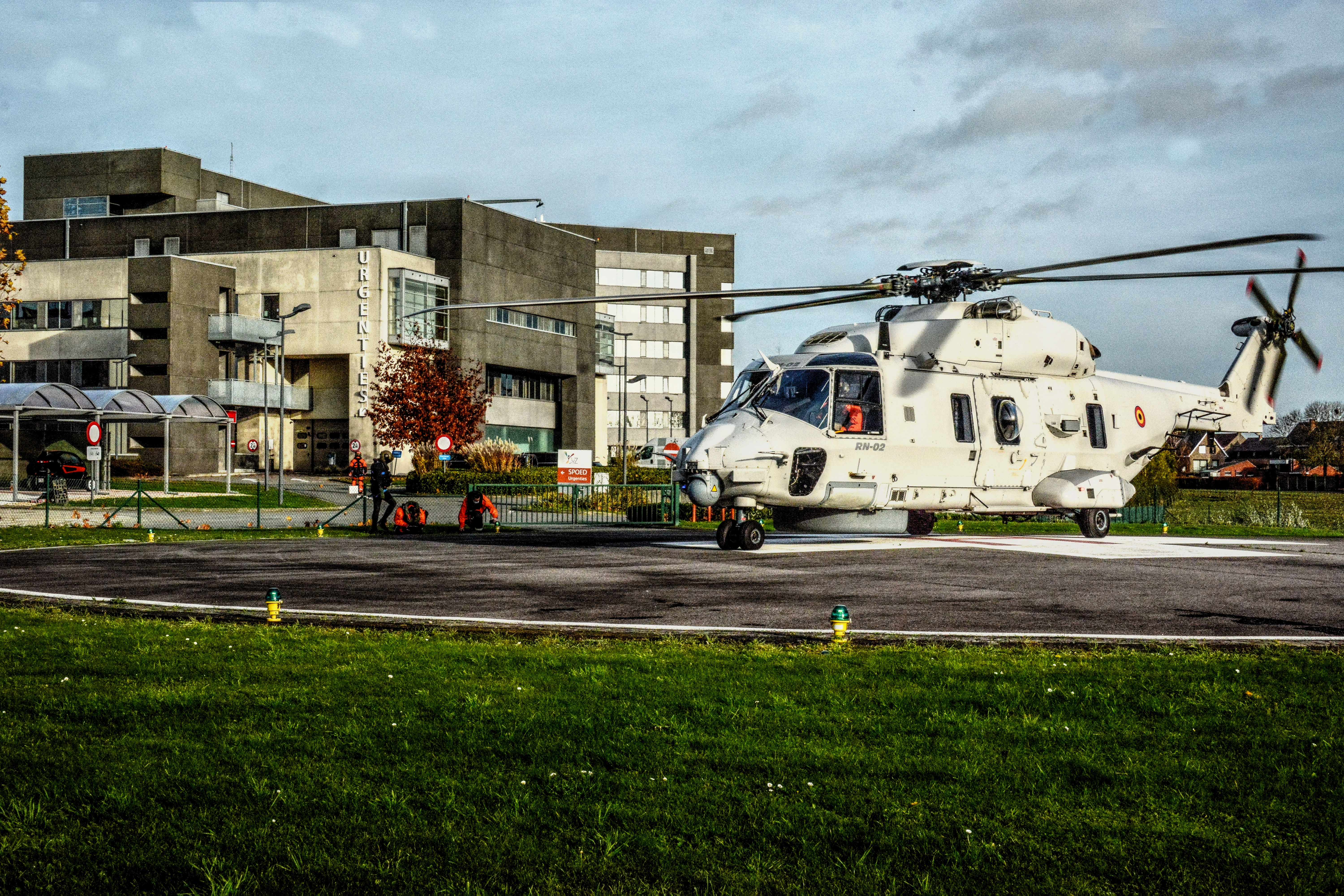
Een NH90, van de SAR, geland op de helikopterhaven van het Jan Yperman Ziekenhuis

Het Jan Yperman Ziekenhuis is een ziekenhuis met 532 bedden, meer dan 1.250 medewerkers en 135 artsen. Naast de hoofdcampus in Sint-Jan telt het Jan Yperman Ziekenhuis nog zeven andere campussen: Polikliniek Poperinge, Campus Revalidatie Wervik, Dagcentrum kinderpsychiatrie 'Twoape', de collectieve autodialyse in Veurne en radiologiekabinetten in de Klaverstraat in Ieper, in Komen en in Diksmuide.
Naast de hoofdcampus ligt een helikopterhaven. 

### JYZ in cijfers (2020)
- 322 838 ambulante contacten
- 26 215 dagopnames
- 19 848 spoedcontacten
- 16 217 opnames met overnachting
- 1058 geboorten